# Laurent Mekies
Laurent Mekies (ur. 28 kwietnia 1977 roku w Tours) – francuski inżynier, dyrektor bezpieczeństwa w Fédération Internationale de l’Automobile, menedżer badań ogólnych w FIA Institute oraz wicedyrektor wyścigów Formuły 1.

## Życiorys
Laurent Mekies otrzymał tytuł magistra w dziedzinie inżynierii mechanicznej na École supérieure des techniques aéronautiques et de construction automobile. Następnie studiował inżynierię samochodową w Loughborough University. Po ukończeniu studiów w 2000 roku, rozpoczął karierę w sporcie motorowym pracując w Formule 3 dla zespołu Asiatech. W 2001 roku dołączył do zespołu Formuły 1 Arrows. W kolejnym roku stał się inżynierem wyścigowym w Minardi, kiedy zespół został przejęty przez Toro Rosso został głównym inżynierem. Jest dyrektorem bezpieczeństwa w Fédération Internationale de l’Automobile, menedżerem badań ogólnych w FIA Institute oraz wicedyrektorem wyścigów Formuły 1 (od 2017).
Dnia 9 lipca 2025 po zwolneniu Christiana Hornera z Red Bull Racing objął stanowisko szefa zespołu.